# Pygidiopsis
Pygidiopsis ist eine Gattung digener Saugwürmer. Typspezies ist Pygidiopsis genata.
Pygidiopsis-Arten sind 0,3 bis 0,9 mm lang. Der Mundsaugnapf kann einen Ring kleiner Dornen aufweisen und hat dahinter rückenwärts eine Reihe aus vier Dornen. Die rückenseitige Lippe ist ohne besondere Merkmale. Der Bauchsaugnapf ist rückziehbar. Die beiden Hoden liegen nebeneinander, das Samenbläschen ist zweiteilig. Das Gonotyl liegt links neben oder links vor dem Bauchsaugnapf und besteht aus einem oder zwei längselliptischen muskulären Polstern. Das Receptaculum seminis ist als Kanal ausgebildet. Der Uterus ist gewunden und liegt im hinteren Körperabschnitt. Die Eier sind mit 19–23 × 11–12 µm sehr klein. Von der Gattung Ascocotyle unterscheiden sie sich durch die geringere Ausdehnung der Dotterstöcke (Vitellaria), welche das Ovar, aber niemals den Bauchsaugnapf erreichen. Die Vertreter sind Parasiten des Dünndarms bei Vögeln und Säugetieren, einige auch beim Menschen. Erster Zwischenwirt sind Wasserschnecken, zweiter Fische.
Nicht akzeptiertes Synonym ist Caiguiria Nasir & Díaz, 1971.

## Arten
- Pygidiopsis anterouteria
- Pygidiopsis ardeae
- Pygidiopsis cambodiensis
- Pygidiopsis genata
- Pygidiopsis himantopae
- Pygidiopsis marivillai
- Pygidiopsis phalacrocoracis
- Pygidiopsis piclaumoreli
- Pygidiopsis plana
- Pygidiopsis summa